# Seattle Sounders Women
Seattle Sounders Women är ett fotbollslag från Seattle, USA. Fotbollslaget spelar nuvarande i American Soccer League sedan 2015. Innan dess spelade Sounders i USL W-League. Seattle Sounders Women spelar sina hemmamatcher på Starfire Sports Stadium, Tukwila, Washington, sex miles ifrån Seattle.